# Smith Tower
Smith Tower is een wolkenkrabber aan Pioneer Square in Seattle, in de Amerikaanse staat Washington. Het neoklassieke gebouw, dat 38 verdiepingen telt en 149 meter hoog is, werd voltooid in 1914 en was Seattles eerste wolkenkrabber en het hoogste kantoorgebouw ten westen van de Mississippi tot de bouw van het Kansas City Power and Light Building in 1931. Smith Tower was het hoogste bouwwerk aan de Amerikaanse westkust tot de oplevering van de Space Needle in 1962. Het was gedurende 55 jaar het hoogste gebouw van Seattle, tot het in 1969 ingehaald werd door Safeco Plaza (vroeger 1001 Fourth Avenue Plaza).
De wolkenkrabber is vernoemd naar de bouwheer, de industrieel Lyman Cornelius Smith. Het is erkend als monument door de stad Seattle.

## Trivia
- Smith Tower is/was een van de laatste gebouwen aan de westkust waar de liften door personeel bediend worden.
- Smith Tower is een van de bestaande monumenten die de speler van het computerspel SimCity 3000 kan bouwen.

## Fotogalerij

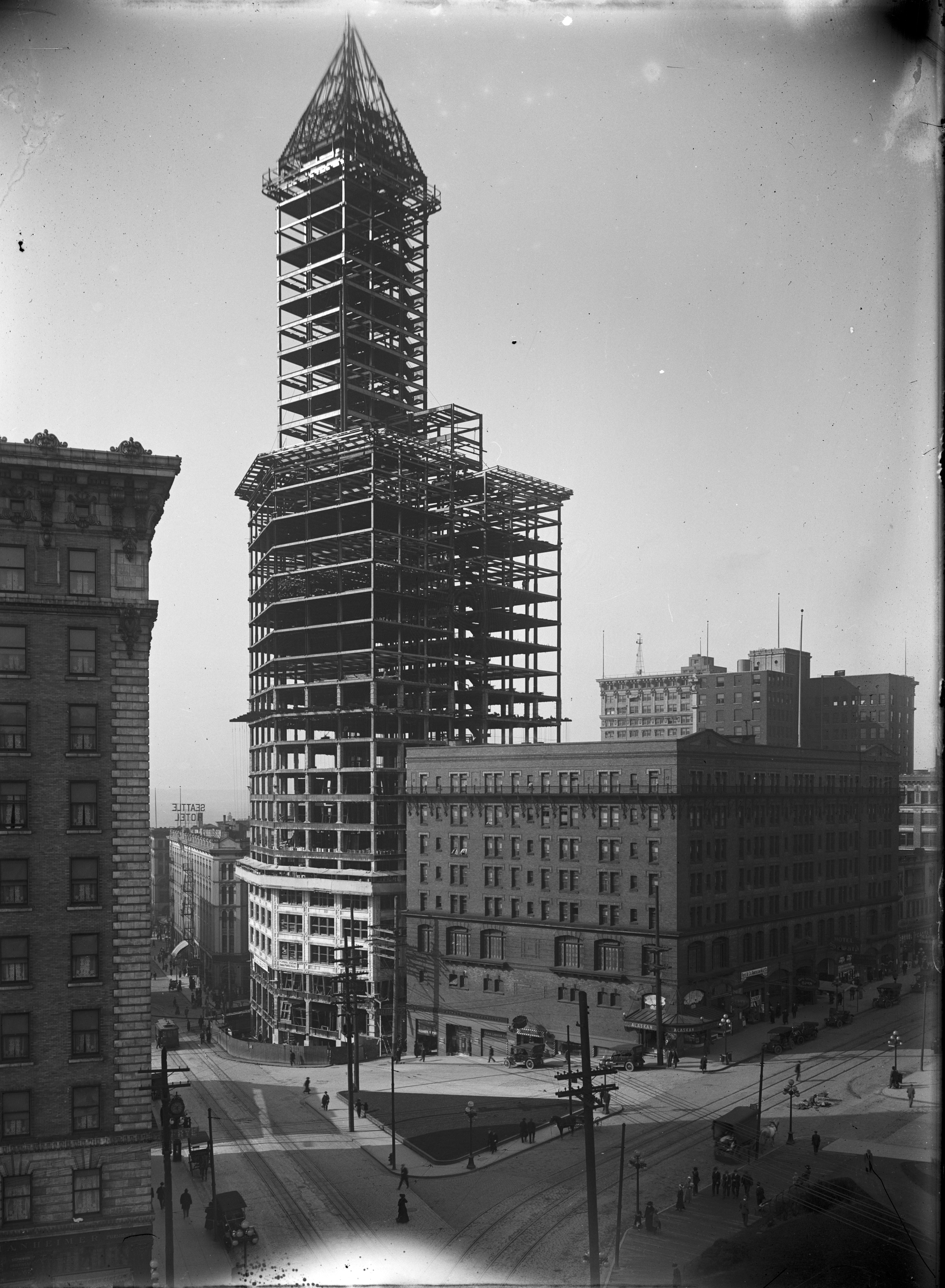
Smith Tower in aanbouw in februari 1913
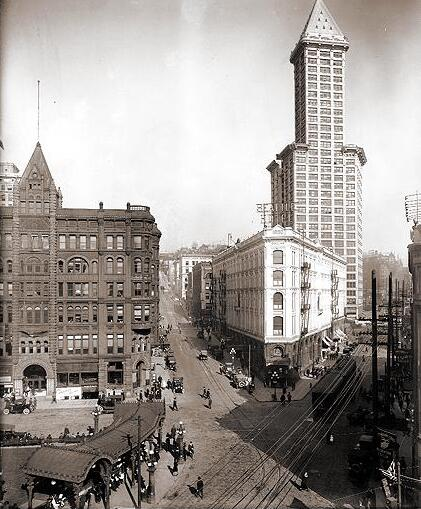
Pioneer Square in 1917
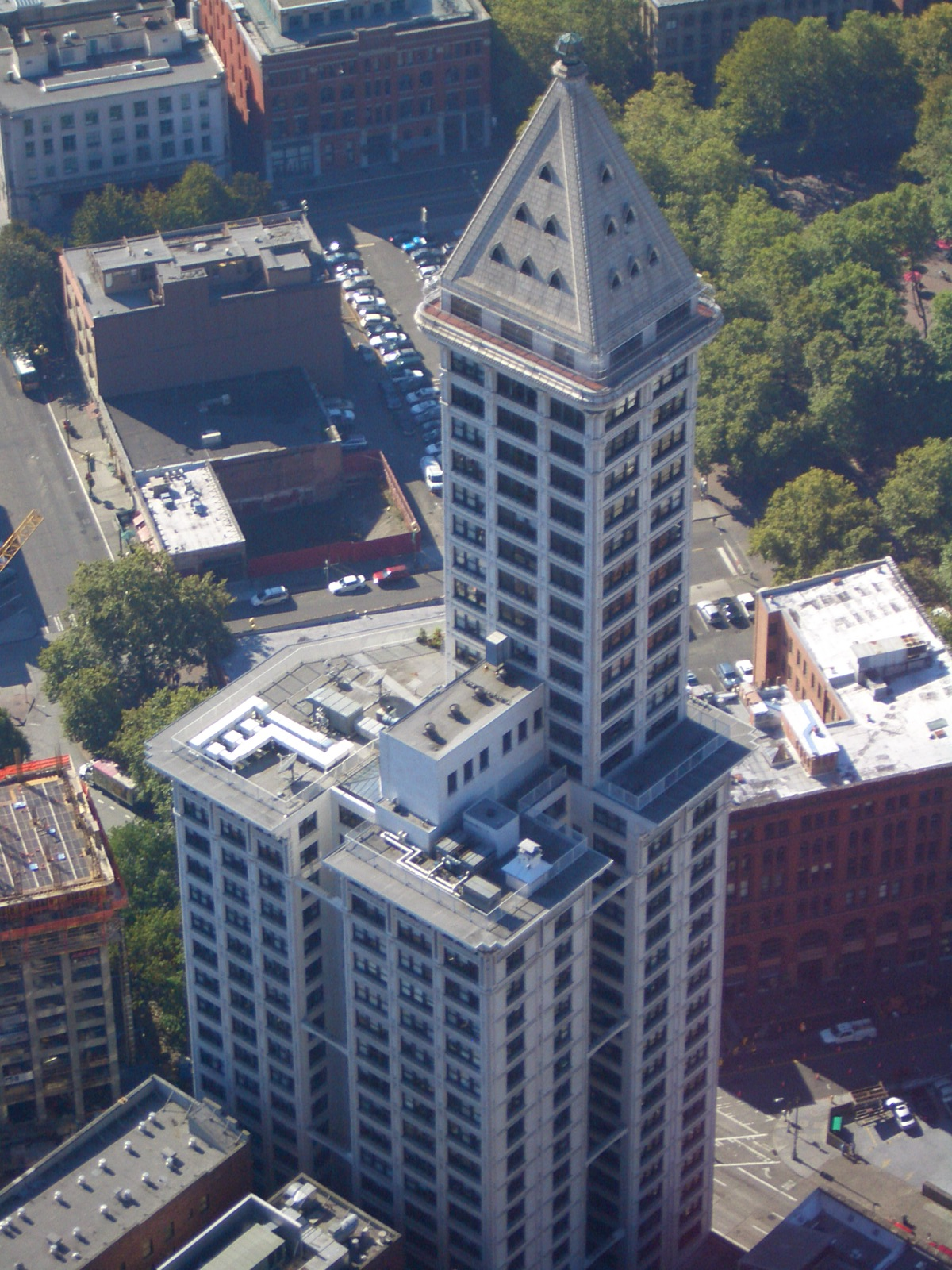
Zicht op Smith Tower van op het observatieplatform van het Columbia Center